# Suzannecourt
Suzannecourt är en kommun i departementet Haute-Marne i regionen Grand Est (tidigare regionen Champagne-Ardenne) i nordöstra Frankrike. Kommunen ligger i kantonen Joinville som tillhör arrondissementet Saint-Dizier. År 2022 hade Suzannecourt 361 invånare.

## Befolkningsutveckling
Antalet invånare i kommunen Suzannecourt
| Referens: INSEE |